# Денніс-Порт (Массачусетс)
Денніс-Порт (англ. Dennis Port) — переписна місцевість (CDP) в США, в окрузі Барнстебел штату Массачусетс. Населення — 3487 осіб (2020).

## Географія
Денніс-Порт розташований за координатами 41°40′1″ пн. ш. 70°8′8″ зх. д. / 41.66694° пн. ш. 70.13556° зх. д. (41.666904, -70.135645).  За даними Бюро перепису населення США в 2010 році переписна місцевість мала площу 8,50 км², з яких 7,85 км² — суходіл та 0,66 км² — водойми.

## Демографія
Згідно з переписом 2010 року, у переписній місцевості мешкали 3162 особи в 1591 домогосподарстві у складі 787 родин. Густота населення становила 372 особи/км².  Було 5085 помешкань (598/км²).
Расовий склад населення:
| - 88,4 % — білих - 4,7 % — чорних або афроамериканців - 0,9 % — корінних американців - 0,5 % — азіатів - 2,4 % — осіб інших рас |

До двох чи більше рас належало 3,1 %. Частка іспаномовних становила 2,8 % від усіх жителів.
За віковим діапазоном населення розподілялося таким чином: 15,3 % — особи молодші 18 років, 61,3 % — особи у віці 18—64 років, 23,4 % — особи у віці 65 років та старші. Медіана віку мешканця становила 48,9 року. На 100 осіб жіночої статі у переписній місцевості припадало 91,4 чоловіків;  на 100 жінок у віці від 18 років та старших — 91,1 чоловіків також старших 18 років.
Середній дохід на одне домашнє господарство  становив 61 405 доларів США (медіана — 46 333), а середній дохід на одну сім'ю — 81 983 долари (медіана — 72 778). Медіана доходів становила 52 449 доларів для чоловіків та 40 360 доларів для жінок. За межею бідності перебувало 15,2 % осіб, у тому числі 45,0 % дітей у віці до 18 років та 3,2 % осіб у віці 65 років та старших.
Цивільне працевлаштоване населення становило 1514 осіб. Основні галузі зайнятості: освіта, охорона здоров'я та соціальна допомога — 22,3 %, роздрібна торгівля — 22,0 %, мистецтво, розваги та відпочинок — 14,6 %, будівництво — 12,7 %.